# Poptella
Genre
Poptella est un genre de poissons téléostéens de la famille des Characidae et de l'ordre des Characiformes.

## Liste d'espèces
Selon FishBase (12 Juin 2015):
- Poptella brevispina Reis, 1989
- Poptella compressa (Günther, 1864)
- Poptella longipinnis (Popta, 1901)
- Poptella paraguayensis (Eigenmann, 1907)